# Den D

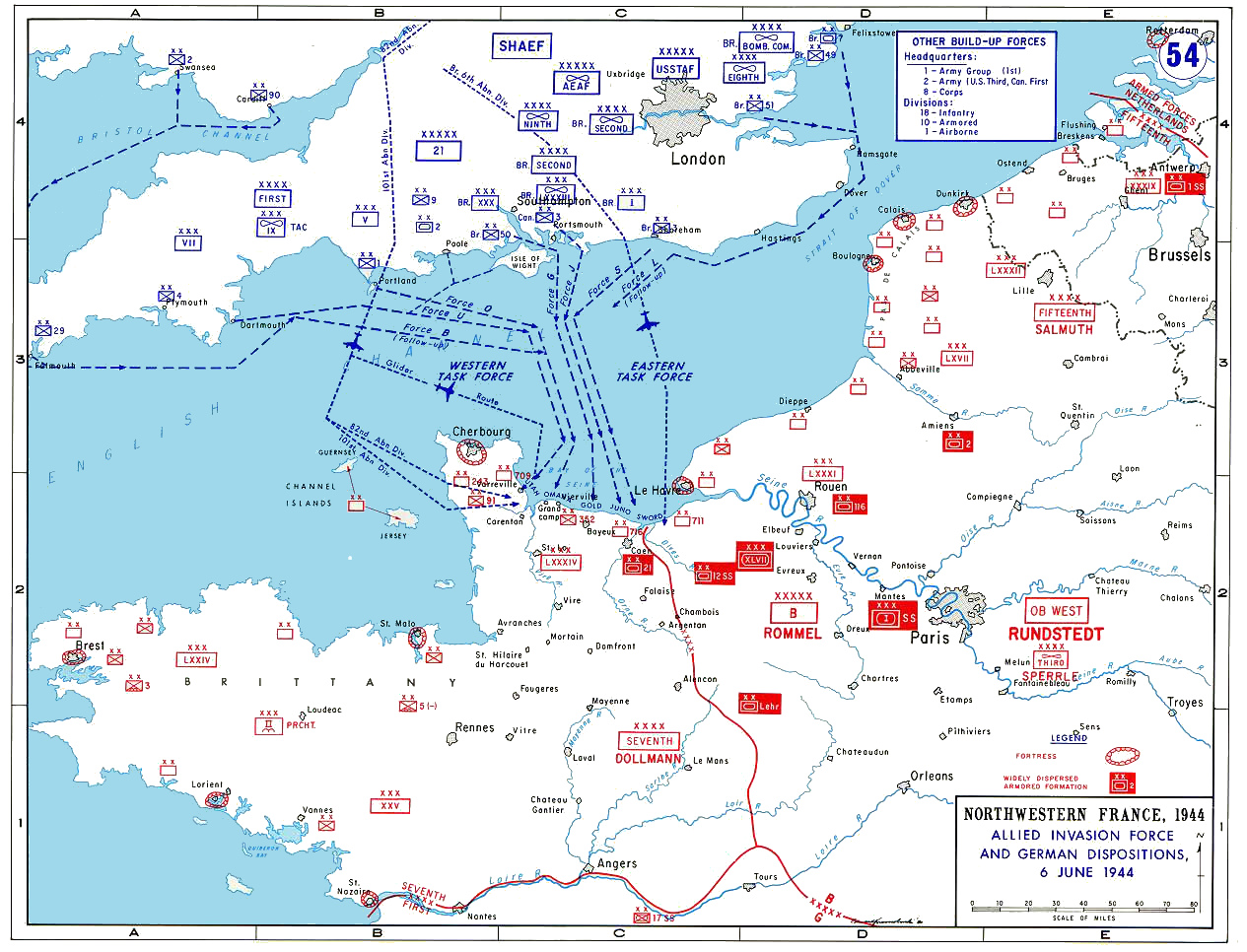
Bojový plán invaze do Normandie, nejznámější Den D

Den D je výraz užívaný v anglické vojenské řeči pro den, kdy začíná válečný útok či operace. Tento krycí název měl také původ v tom, že z anglického originálu znamená zkratka D-Day (day day) – den den.
Detailní plány velkých vojenských operací jsou sestaveny dlouho před určením data konání. Rozkazy jsou tedy dávány tak, aby dodržovaly den D a hodinu H plus nebo minus pár dnů, hodin nebo minut. V určitý čas je vydán další rozkaz, který stanovuje aktuální den a hodinu. Pokud je užit s čísly, nebo se znaky „+“ a „−“, označuje čas před nebo po určité akci. „H−3“ tedy znamená 3 hodiny před Hodinou H, „D+3“ znamená 3 dny po Dnu D.
Úplně první využití těchto výrazů v armádě USA je zřejmě datováno do 1. světové války. Jeden rozkaz z 7. září 1918 zněl „První armáda zaútočí v hodinu H a den D na výběžek St. Mihiel.“
Zatím nejznámějším Dnem D je 6. červen 1944 – den, kdy započala bitva o Normandii (operace Overlord), zahajující osvobození západní Evropy Spojenci. Invaze byla nejdříve plánována na 5. června 1944, ale nepřízeň počasí zapříčinila odklad. Vrchní velitel spojeneckých sil generál Dwight D. Eisenhower odložil vylodění na 6. červen a toto datum je nyní známo jako „Den D“. Kvůli tomuto se pro budoucí akce používala jiná pojmenování. Například: „Den A“ (invaze na Leyte, Douglas MacArthur), „Den L“ (invaze na Okinawu). Neuskutečnily se Spojenci navržené invaze do Japonska v „Den X“ (Kjúšú, plánováno na listopad 1945) a „Den Y“ (Honšú, plánováno na březen 1946).